# لويد جي. جاكسون
لويد جي. جاكسون (بالإنجليزية: Lloyd G. Jackson) هو سياسي أمريكي، ولد في 30 مايو 1918، وتوفي في 29 أكتوبر 2011. نشط حزبياً في الحزب الديمقراطي. وقد انتخب عضو مجلس ولاية فيرجينيا الغربية.